# STS-41
La STS-41 è stata una missione spaziale del programma Space Shuttle nella quale è stata lanciata la sonda Ulysses.

## Equipaggio
- Comandante: Richard N. Richards (2)
- Pilota: Robert D. Cabana (1)
- Specialista di missione 1: William M. Shepherd (2)
- Specialista di missione 2: Bruce E. Melnick (1)
- Specialista di missione 3: Thomas D. Akers (1)

Tra parentesi il numero di voli spaziali completati da ogni membro dell'equipaggio, inclusa questa missione.

## Parametri della missione
- Massa:
  - Navetta al lancio: 117.749 kg
  - Navetta al rientro: 89.298 kg
  - Carico utile: 21.473 kg
- Perigeo: 300 km
- Apogeo: 307 km
- Inclinazione: 28,45°
- Periodo: 1 ora, 30 minuti e 36 secondi